# Siemion Abugow
Siemion Abugow (ros. Семён Львович Абу́гов, Siemion Lwowicz Abugow; ur. w 1877, zm. w 1950) – radziecki malarz, grafik i pedagog.

## Życiorys
W 1908 ukończył Akademię Sztuk Pięknych w Petersburgu, był uczniem Dmitrija Kardowskiego i Władimira Makowskiego. Od 1903 uczestniczył w wystawach. Od 1920 był zaangażowany w działalność pedagogiczną. Od 1932 do 1950 był wykładowcą w Leningradzkim Instytucie Malarstwa, Rzeźby i Architektury im. Ilji Riepina, od 1939 profesor. 
Malował portrety i pejzaże .